# Alien Terror (1989)
Alien Terror (Originaltitel: Alien Space Avenger) ist ein US-amerikanischer Science-Fiction-Film aus dem Jahr 1989 von Richard W. Haines. Der Film hatte seine Filmpremiere auf dem Toronto International Film Festival am 10. September 1989. Seine Videopremiere in Deutschland fand am 28. März 1990 und in den USA am 4. Juni 1992 statt.

## Handlung
Im Jahr 1939 machen vier entflohene echsenartige extraterrestrische Gewaltverbrecher von einem intergalaktischen Gefängnisplaneten eine Bruchlandung auf der Erde. Zwei Pärchen beobachten den Absturz und untersuchen das Wrack. Nachdem die Aliens sich gewaltsam deren Körper bemächtigt haben, kommt es im Anschluss zu einem Gemetzel mit einer Gruppe Weltkriegsveteranen. Nach kurzer Zeit müssen sie dann erst einmal zwangsweise untertauchen, da sie feststellen, dass die erforderliche Technologie zur Reparatur ihres defekten Raumschiffes noch nicht vorhanden ist.
Nach fünfzig Jahren entdecken Bauarbeiter die Außerirdischen bei Arbeiten an einem Gebäude. Diese kommen aus ihrem Versteck und machen sich in New York auf die Suche nach Plutonium, welches sie für die Reparatur ihres beschädigten Raumgleiters benötigen. Dabei gehen sie äußerst rücksichtslos gegen die Menschen vor und richten ein Blutbad mit etlichen Toten an. Unterdessen ist ihnen ein außerirdischer Kopfgeldjäger auf die Spur gekommen und verfolgt sie, um sie ihrer gerechten Strafe zuzuführen. In dieses ganze Durcheinander wird der Comiczeichner Matt mit hineingezogen, für den die Geschehnisse eine willkommene Inspiration für seine Comicserie The Space Avenger ist. Als sich der Kopfgeldjäger des Körpers von Matts Ex-Freundin bemächtigt, ist das Chaos perfekt.

## Kritik
Von den Nutzern der Internet Movie Database erhält der Film eine Wertung von 4,9 von möglichen 10,0 bei über 300 Bewertungen.
Das Lexikon des internationalen Films meint dazu: „Ideenlos aufbereiteter Science-Fiction-Horror, ebenso brutal wie derb in einigen Späßchen“.